# USS Bonhomme Richard (1765)
Pour les articles homonymes, voir Bonhomme Richard.
Pour les autres navires du même nom, voir USS Bonhomme Richard.

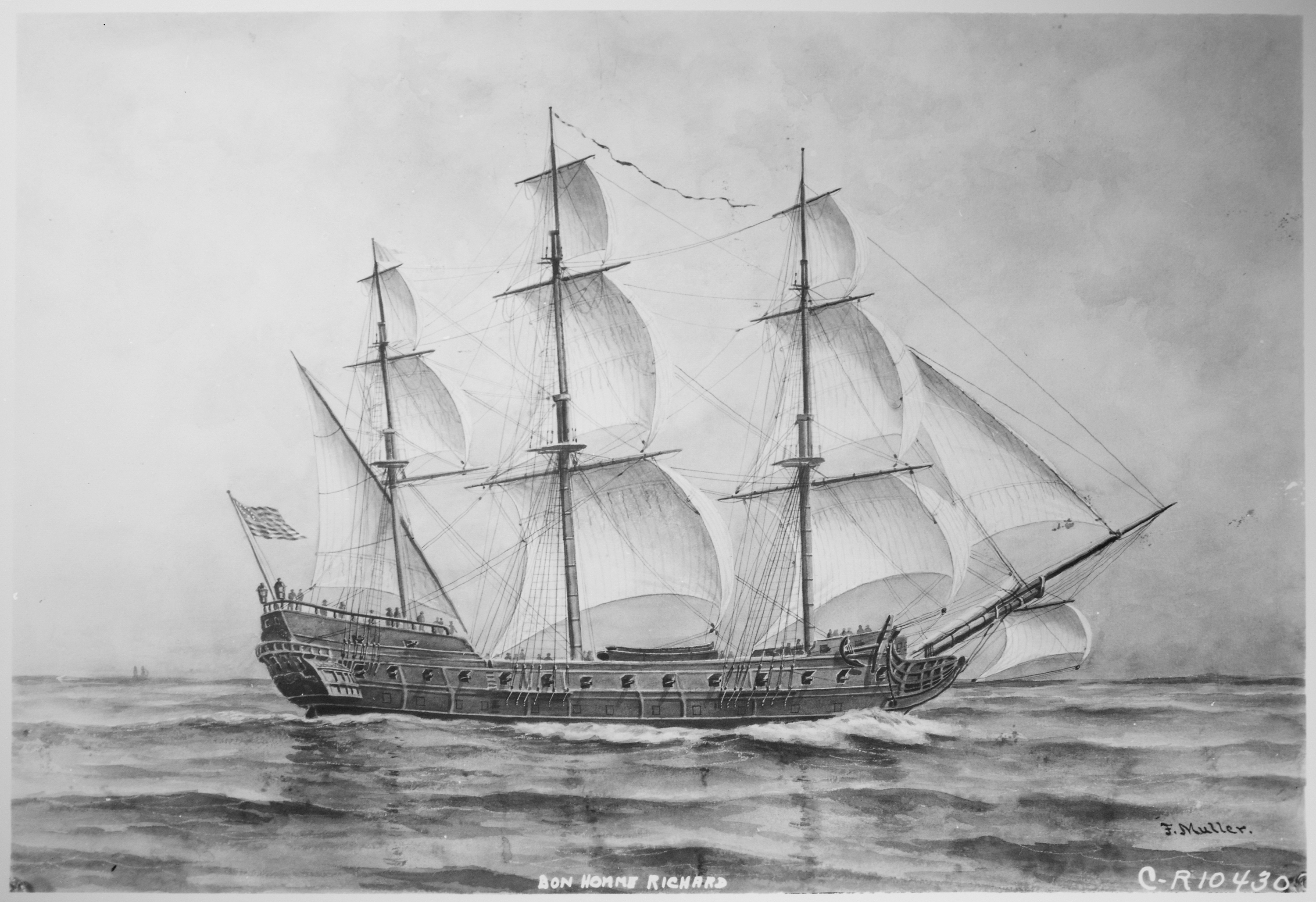
Le Bonhomme Richard.

Le Bonhomme Richard, anciennement connu comme le Duc de Duras, est une frégate de la Continental Navy, la marine constituée lors de la révolution américaine.
Ancien indiaman de la Compagnie française des Indes orientales, il est construit en 1765 à l'arsenal de Lorient. Il est mis à la disposition de John Paul Jones en 1779 par le roi de France Louis XVI grâce à l'appui de Jacques-Donatien Le Ray.
Le nom de Bonhomme Richard fut choisi par Jones afin d'honorer Benjamin Franklin dont l'almanach Poor Richard's Almanack fut publié sous le nom de L'Almanach du Bonhomme Richard en français.
Le navire a coulé à la suite de la bataille de Flamborough Head en septembre 1779, en mer du Nord au large des côtes du Yorkshire. Par la suite, plusieurs navires de l’US Navy porteront le nom d'USS Bonhomme Richard en l'honneur de cette frégate.